# National Women's Soccer League 2025
 (mai 2025).
Si vous disposez d'ouvrages ou d'articles de référence ou si vous connaissez des sites web de qualité traitant du thème abordé ici, merci de compléter l'article en donnant les références utiles à sa vérifiabilité et en les liant à la section « Notes et références ».
Navigation
NWSL 2024 NWSL 2026
La National Women's Soccer League 2025 est la 13e saison de la National Women's Soccer League, le championnat professionnel de soccer féminin des États-Unis. Elle est composée de quatorze équipes.
Le Pride d'Orlando, vainqueur en 2024, est le tenant du titre.

## Participants
| Équipe                         | Stade                      | Capacité | Ville       | Résultats en 2024 (saison régulière) | Résultats en 2024 (play-offs) |
| ------------------------------ | -------------------------- | -------- | ----------- | ------------------------------------ | ----------------------------- |
| Stars de Chicago               | SeatGeek Stadium           | 20 000   | Bridgeview  | 8e                                   | Quart de finaliste            |
| Dash de Houston                | Shell Energy Stadium       | 7 000,   | Houston     | 14e                                  | –                             |
| Courage de la Caroline du Nord | WakeMed Soccer Park        | 10 000   | Cary        | 5e                                   | Quart de finaliste            |
| Gotham du NJ/NY                | Sports Illustrated Stadium | 25 000   | Harrison    | 3e                                   | Demi-finaliste                |
| Current de Kansas City         | CPKC Stadium               | 11 500   | Kansas City | 4e                                   | Demi-finaliste                |
| Pride d'Orlando                | Inter&Co Stadium           | 25 500   | Orlando     | 1er                                  | Vainqueur                     |
| Thorns de Portland             | Providence Park            | 25 218   | Portland    | 6e                                   | Quart de finaliste            |
| Racing Louisville              | Lynn Family Stadium        | 15 304   | Louisville  | 9e                                   | –                             |
| Reign de Seattle               | Lumen Field                | 10 000   | Seattle     | 13e                                  | –                             |
| Spirit de Washington           | Audi Field                 | 20 000   | Washington  | 2e                                   | Finaliste                     |
| Angel City                     | BMO Stadium                | 22 000   | Los Angeles | 12e                                  | –                             |
| Wave de San Diego              | Snapdragon Stadium         | 32 000   | San Diego   | 10e                                  | –                             |
| Bay FC                         | PayPal Park                | 18 000   | San José    | 7e                                   | Quart de finaliste            |
| Royals de l'Utah               | America First Field        | 20 213   | Sandy       | 11e                                  | –                             |

| \| Royals Stars Dash Racing Courage Pride Thorns Reign Current Gotham Spirit Angel City Wave Bay \| |
| Royals Stars Dash Racing Courage Pride Thorns Reign Current Gotham Spirit Angel City Wave Bay       |

## Compétition

### Saison régulière
| Rang | Équipe                         | Pts | J  | G  | N | P | Bp | Bc | Diff |
| ---- | ------------------------------ | --- | -- | -- | - | - | -- | -- | ---- |
| 1    | Current de Kansas City         | 30  | 12 | 10 | 0 | 2 | 28 | 10 | +18  |
| 2    | Pride d'Orlando T              | 25  | 12 | 8  | 1 | 3 | 20 | 8  | +12  |
| 3    | Wave de San Diego              | 23  | 12 | 7  | 2 | 3 | 25 | 16 | +9   |
| 4    | Spirit de Washington           | 22  | 11 | 7  | 1 | 3 | 21 | 17 | +4   |
| 5    | Reign de Seattle               | 18  | 12 | 5  | 3 | 4 | 13 | 12 | +1   |
| 6    | Racing Louisville              | 17  | 12 | 5  | 2 | 5 | 17 | 22 | -5   |
| 7    | Thorns de Portland             | 16  | 11 | 4  | 4 | 3 | 16 | 12 | +4   |
| 8    | Gotham du NJ/NY                | 15  | 12 | 4  | 3 | 5 | 16 | 12 | +4   |
| 9    | Bay FC                         | 15  | 12 | 4  | 3 | 5 | 13 | 15 | -2   |
| 10   | Angel City                     | 15  | 12 | 4  | 3 | 5 | 20 | 23 | -3   |
| 11   | Courage de la Caroline du Nord | 15  | 12 | 4  | 3 | 5 | 16 | 19 | -3   |
| 12   | Dash de Houston                | 11  | 12 | 3  | 2 | 7 | 12 | 20 | -8   |
| 13   | Chicago Stars                  | 6   | 12 | 1  | 3 | 8 | 10 | 26 | -16  |
| 14   | Royals de l'Utah               | 5   | 12 | 1  | 2 | 9 | 10 | 25 | -15  |

- NWSL Shield et qualification pour les séries éliminatoires
- Qualification pour les séries éliminatoires
- C : Vainqueur de la Challenge Cup 2025
- T : Tenant du titre

## Statistiques individuelles
|    | Joueuse               | Club       | Buts |
| -- | --------------------- | ---------- | ---- |
| 1. | Esther González       | Gotham     | 9    |
| 2. | Barbra Banda          | Pride      | 8    |
| 2. | Temwa Chawinga        | Current    | 8    |
| 4. | Riley Tiernan (en)    | Angel City | 7    |
| 5. | Ashley Hatch          | Spirit     | 6    |
| 5. | Emma Sears (en)       | Racing     | 6    |
| 7. | Debinha               | Current    | 5    |
| 7. | Alyssa Thompson (en)  | Angel City | 5    |
| 9. | Bia Zaneratto         | Current    | 4    |
| 9. | Michelle Cooper (en)  | Current    | 4    |
| 9. | Adriana Leon          | Wave       | 4    |
| 9. | Ludmila               | Stars      | 4    |
| 9. | Manaka Matsukubo (en) | Courage    | 4    |
| 9. | Gift Monday           | Spirit     | 4    |

Mise à jour le 15/06/2025.